# Plaza Alberdi (Tucumán)
La Plaza Juan Bautista Alberdi es una plaza ubicada en San Miguel de Tucumán, Provincia de Tucumán, Argentina. Se encuentra entre las calles José Colombres, Santiago del Estero, Catamarca y Corrientes.

## Historia
En 1888 el Ferrocarril Buenos Aires a Rosario llegó hasta la Provincia de Tucumán. Por ello la empresa compra siete cuadras alrededor de la Estación Sunchales, actual Tucumán del Ferrocarril Mitre, para uso propio. La manzana colindante a la estación fue donada a la municipalidad de San Miguel de Tucumán.
La municipalidad destinó esta manzana para que se constituya un espacio público de carga y descarga denominado Plaza Juan Bautista Alberdi, en honor al jurista y político tucumano. Por ésta razón, en 1889, el gobierno de la provincia de Tucumán ordenó erigir una estatua de Alberdi en la plaza homónima.
La estatua no fue concretada hasta 1900, cuando el gobernador de Tucumán Próspero Mena nombró una comisión la cual encargó el trabajo a la escultora Lola Mora. Así la estatua fue finalizada totalmente en 1904, siendo inaugurada ese mismo año.
En el año 2018 la plaza fue remodelada integralmente, ya que se renovó la caminería y mobiliario urbano, el alumbrado público y se plantaron distintas especies de árboles autóctonos como tarcos y jacarandas. También se realizó una intervención artística en la plaza en la que se intervinieron bancos, escalinatas y caminería mediante mosaiquismo y muralismo.